# Металлическое кружево

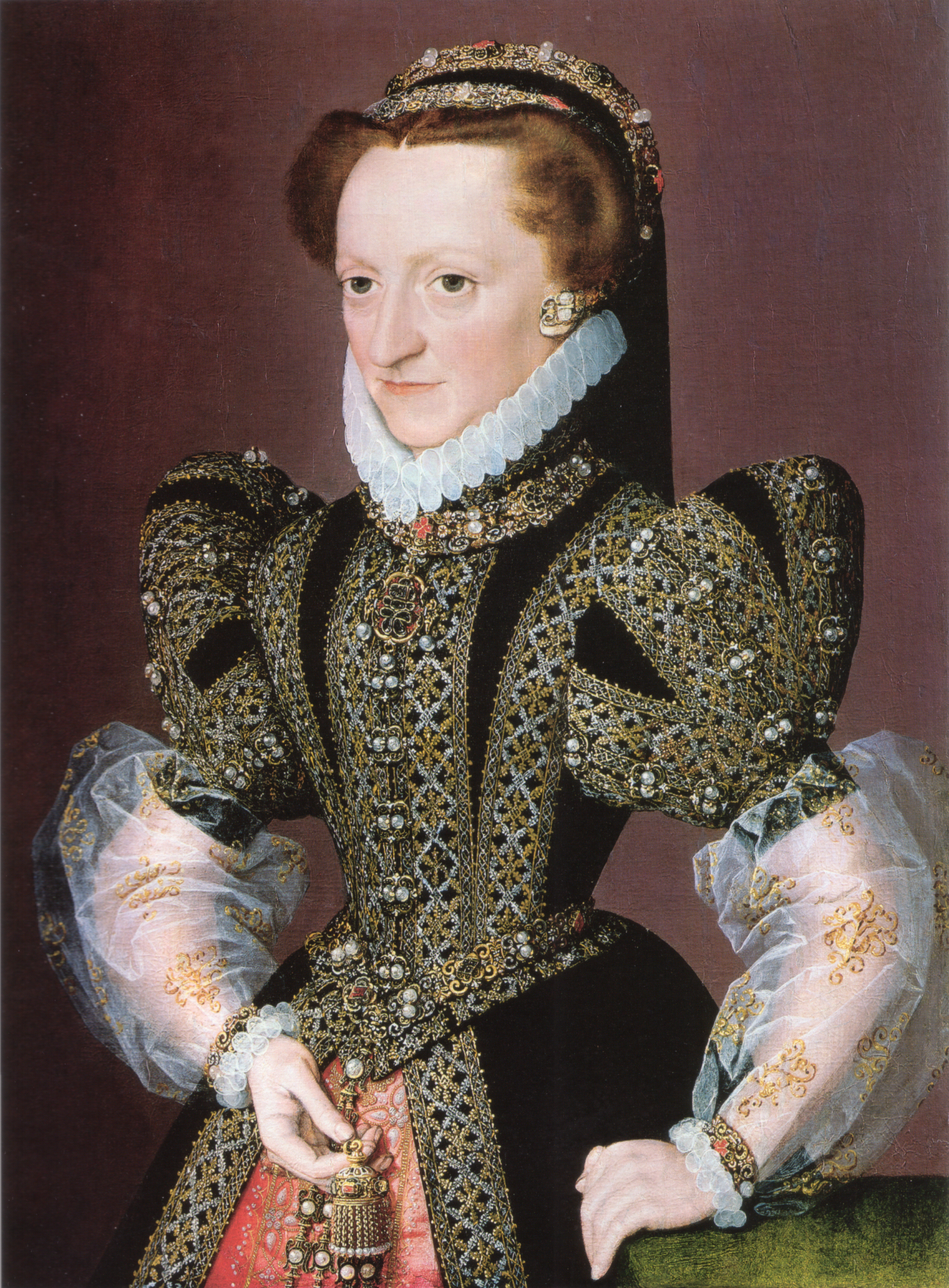
Раннее коклюшечное кружево из золотых и серебряных нитей, ок. 1570.

Металлическое кружево — тип кружева, сделанного из металла или металлических нитей, таких как золото, серебро или медь .
Узоры могут быть выполнены на текстильной основе, или кружево может быть полностью выполнено из металлических нитей.
Данный тип кружена в основном используется в качестве украшения военной формы, модной, парадной и театральной одежды, церковного текстиля.

## Золотое кружево
Кружево, сделанное с использованием золотой проволоки, производилось с древних времен, а образцы золотой сетки были найдены в египетских и ассирийских гробницах с 1500 по 1000 год до нашей эры. В основном он производился как украшение для религиозных облачений и одежды граждан высокого статуса.
Металлическое кружево, в том числе золотое и серебряное венецианское плетение, производилось в Италии до XV века, когда высокие налоги и законы о роскоши привели к тому, что текстильные нити, такие как лен, заменили использование металла. Чтобы избежать этих затрат, производство металлических кружев было перенесено во Францию, где высокий спрос со стороны королевской семьи и французской аристократии привел к тому, что Аррас, Орийак и другие места стали известны производством золотых кружев.
Начиная с XV века, большинство металлических кружев представляли собой комбинацию металлических и текстильных нитей.
Оррис — это еще один термин для обозначения золотых или серебряных кружев, особенно использовавшийся в XVIII веке; термин происходит от кружева Аррас, сделанного в Аррасе, Франция.
Золотые шнурки и тесьма были популярным вариантом для военной формы, потому что они не тускнели, в отличие от других металлических шнурков.
Современное золотое кружево обычно имеет высокий процент серебра, который может достигать 90 %, при фактическом содержании золота всего 3 %. Большая часть современных золотых (и других металлических) кружев сейчас производится в Индии.
Современные индийские «кружева из чистого золота» технически изготавливаются из серебра, гальванически покрытого золотом.

## Медное кружево
Кружево из медной проволоки широко использовалось в театральных костюмах елизаветинской эпохи вместо более дорогих золотых и серебряных шнурков. Это был крупный импорт: несколько тонн медной нити было импортировано в Англию между 1594 и 1596 годами, а на рубеже XVI и XVII веков она стоила от 9 до 16 пенсов за унцию.
Данное кружено имело тенденцию тускнеть и было менее износостойким.

## Другие металлы
Тип штампованного металлического «кружева» производился в XIX и XIX веках для отделки гробов.
Кружево для гроба стало основной отраслью промышленности в Бирмингеме, где на его производство в 1860-х годах могло расходоваться до 70 тонн олова в год.

## В России
В XVII веке кружевницы, занимающиеся вологодским кружевоплетением, осваивали методику плетения кружев с использованием серебряных и золотых нитей, изготовленных из волочёной проволоки или из шёлковой нити-сердечника, обвитой металлической нитью.

### В женском костюме
В XVIII в Нижнем Новгороде  в тканях и кружеве использовались золотные нити. 
Основными вариантами изготовления золотных нитей в текстиле были:
1) чисто металлические нити:
- нить металла круглого сечения (волоченка, или волочан);
- нить металла квадратного или треугольного сечения (грань, граненое золото);
- нить металла плоского сечения (бить, или площенка);
- скрученная трубочкой бить (трун-цал или канитель). 
2) состоящие из двух и более материалов:
- пряденые золотные нити (пряденое золото) состоят из полоски металла, навитой на нить текстильной основы. В XVII-XVIII вв. серебряная металлическая полоска навивалась на основу белого шелка, а золотая - на основу желтого или оранжевого шелка, чтобы визуально скрыть основу при менее крутом прядении. При этом применение чистого золота становится все более редким, шелковая основа с середины XVIII в. заменяется на хлопчатобумажную, а ручное прядение - механическим;
- сканые золотные нити - плоская нить металла, неплотно спряденая с шелковой нитью  ;
- тонкие полоски органической «подложки» из кожи, серозной оболочки кишечника или бумаги, покрытые слоем металла. Такие золотные нити могут быть плоскими или прядеными.

### В военном мундире
В XVIII веке золото-серебряное кружево, в прежнее время бывшее на пике моды, в качестве отделки верхних вещей российского мундира переживает спад популярности. Процесс замещения его другими металлизированными отделками начинается уже с первых годов столетия.
Основным материалом, наиболее часто заменяющим дорогостоящее металлическое кружево, стал галун, тканый с применением золотой или серебряной нити. Видов галуна, которые различались фактурой и рисунком, существовало великое множество; чаще всего они производились в трех вариантах, и были узкие, средние и широкие. Известно, что тканые золотосе-ребряные галуны, имевшие один вес с кружевом, выполненным из аналогичного материала, оценивались примерно на треть дешевле. 
Заменителем галуна, в свою очередь, был позумент, который для экономии выполнялся из более дешевых материалов, чаще всего из шерстяной основы и медной позолоченной поперечной нити. Он, как и его прототип, мог быть весьма разнообразным:
- узорчатым с битью,
- фольгой и канителью,
- «с городами»,
- «масифным»,
- «подгишпа-ном»,
- «гасом»,
- «а ля мушкетер» и др. [4, с. 446]

Золото-серебряная отделка мундира в России XVIII  века оценивалась весьма высоко. Наиболее дорогостоящие образцы тщательно сохраняли. Так, известно, что даже сама императрица Елизавета Петровна беспокоилась о сохранности недавно построенного кавалергардского убора, для чего
«соизволила устным указом дежурному сержанту Матвею Ивинскому указать: кавалергардов с прочими лб.-компании с гренадерами посылать в очередь на караул в гренадерском уборе, а кавалергардскую амуницию отобрать, позумент бумагою обшить и положить в казенную (цейгха-уз)» . 
Ей же принадлежит распоряжение 
«чтоб г.г. унт.-офицеры, капралы и рядовые, кои состоят в кавалергардах, построенного вновь мундира и амуниции, шляп и перчаток, кроме того, что когда пойдут на караул, отнюдь бы праздно не носили» .

## Галерея

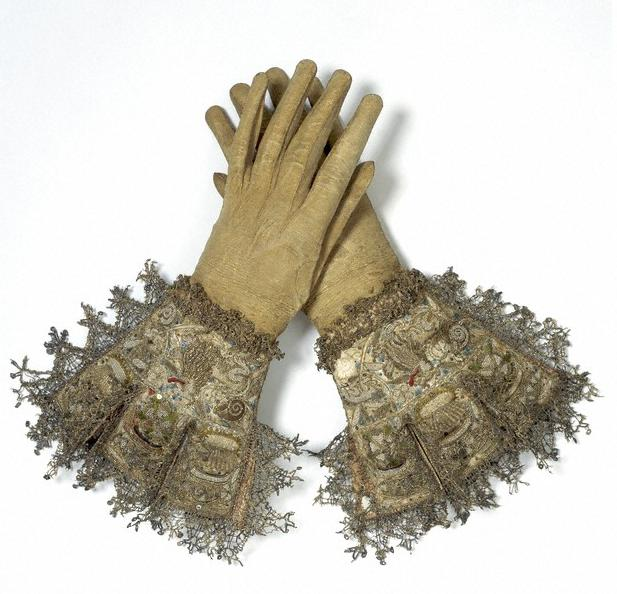
Пара женских перчаток. Англия, 1603-1625 гг.
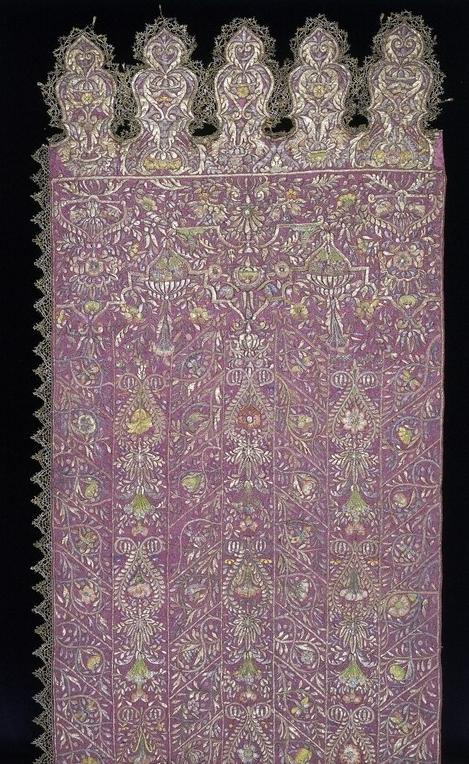
Рубашка с золотой вышивкой, окаймленная серебряным и золотым кружевом (аксессуар военной формы?). Англия, 1635-1642 гг.
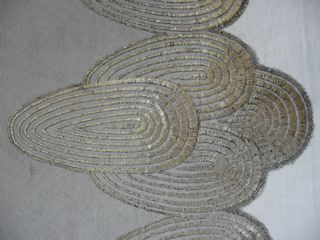
1920
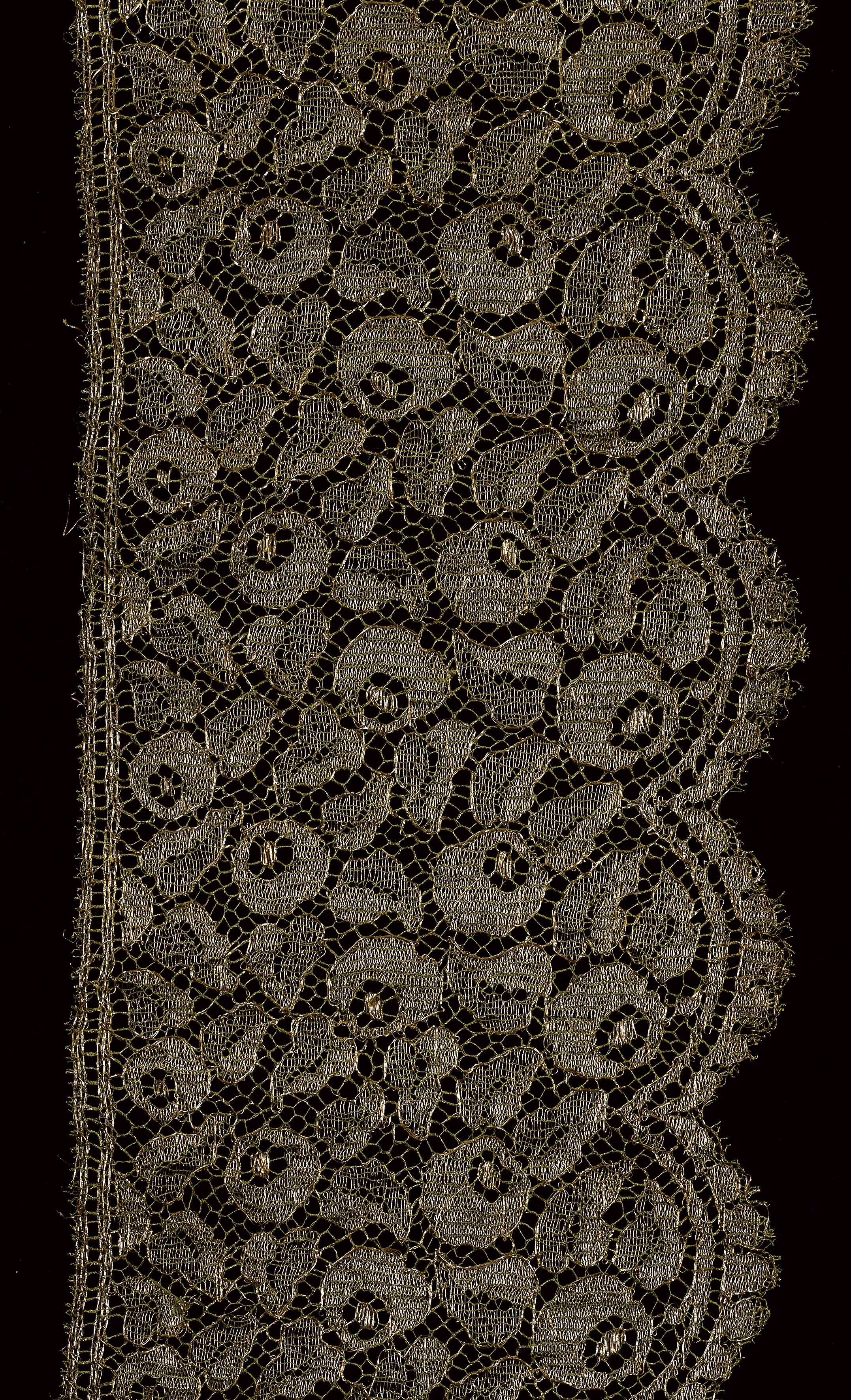
Машинное кружево из металлической пряжи на вискозной основе. 1920–1940

## Примечание
1. 1 2 3 4 5 6 7  Venable, Shannon L. Gold : a cultural encyclopedia. — Santa Barbara, Calif. : ABC-CLIO, 2011. — P. 195–196. — ISBN 9780313384301. Архивная копия от 8 июля 2022 на Wayback Machine
2. ↑  Brooks Picken, Mary. A Dictionary of Costume and Fashion: Historic and Modern. — Courier Corporation. — P. 202. — ISBN 9780486141602. Архивная копия от 8 июля 2022 на Wayback Machine
3. ↑  McChristian, Douglas C. Uniforms, arms, and equipment : the U.S. Army on the Western Frontier, 1880-1892. — Norman, OK. : University of Oklahoma, 2007. — P. 189. — ISBN 9780806137896. Архивная копия от 8 июля 2022 на Wayback Machine
4. ↑  Venable, Shannon L. Gold : a cultural encyclopedia. — Santa Barbara, Calif. : ABC-CLIO, 2011. — С. 195–196. — ISBN 9780313384301. Архивная копия от 8 июля 2022 на Wayback Machine
5. ↑  Naik, Shailaja D. Traditional embroideries of India. — New Delhi : A.P.H. Pub. Corp., 1996. — P. 144. — ISBN 9788170247319.
6. ↑  Jones, Ann Rosalind. Renaissance clothing and the materials of memory / Ann Rosalind Jones, Peter Stallybrass. — 4. print. — Cambridge, England : Cambridge University Press, 2000. — P. 191. — ISBN 9780521786638. Архивная копия от 8 июля 2022 на Wayback Machine
7. 1 2 3  MacIntyre, Jean. Costumes and scripts in the Elizabethan theatres. — 1. publ. — Edmonton : Univ. of Alberta Press, 1992. — С. 93–96. — ISBN 9780888642264. Архивная копия от 8 июля 2022 на Wayback Machine
8. ↑  Coffin lace. Search the Collections. Victoria and Albert Museum. Дата обращения: 28 сентября 2014. Архивировано 8 июля 2022 года.
9. ↑  The Victoria History of the County of Warwick: Warwickshire. — A. Constable.
10. ↑  Орфинская Ольга Вячеславовна, Шапиро Бэлла Львовна. Золотные ткани и золотосеребряное кружево в женских головных уборах XVIII века: результаты исследования археологического текстиля из нижнего Новгорода // Поволжская археология. — 2015. — Вып. 3 (13). — С. 92–111. — ISSN 2306-4099. Архивировано 8 июля 2022 года.
11. ↑  Шабельская Н.Л. Материалы и технические приемы в древнерусском шитье // Вопросы реставрации. Сборник Центральных Государственных Реставрационных Мастерских : М.: ЦГРМ. — 1926. — № Вып. 1.. — С. С. 118.
12. ↑  Полякова Е.В. К вопросу о терминологии русских золотных тканей XIX века // Забелинские научные чтения - год 2006-й. Исторический Музей - Энциклопедия отечественной истории и культуры.. — 2007. — Т. М.: ГИМ. — С. 409-410.
13. ↑  Маясова Н.А. Древнерусское лицевое шитье.. — М.: Красная площадь, 2004. — С. 254. — 495 с.
14. ↑  Шапиро Б.л. Всадники в кружевах: золото-серебряная отделка в мундирных и амуничных вещах XVIII в // Ученые записки Орловского государственного университета. Серия: Гуманитарные и социальные науки. — 2017. — Вып. 3 (75). — С. 79–82. — ISSN 1998-2720. Архивировано 8 июля 2022 года.
15. ↑  Егоров В. II. Costumes des Troupes du Holstein de S.M. L'Empereur // Наш восемнадцатый век: Военный сборник.. — М. 2014. — С. 444-455..
16. 1 2  Панчулидзев С.А. История кавалергардов. 1724-1799-1899: в 4 т. Т. 1.. — СПб., 1912. — С. С.372. — 402 с.